# Nakajima Sakae
Nakajima Sakae (japanska: 栄, ungefär "blomstring") var en japansk flygmotor som användes strax innan och under andra världskriget. Sakae var en 14-cylindrig två-radig luftkyld stjärnmotor och en av de mest spridda flygmotorerna i det japanska imperiet. Den användes både av kejserliga japanska arméns luftkår samt kejserliga japanska flottans luftkår, bl. a. i de kända jaktplanen Mitsubishi A6M Zero samt Nakajima Ki-43 Hayabusa. Vid krigsslutet hade motorn tillverkats i 30 223 exemplar mellan 1939 och 1945.

## Utveckling och användning
Nakajima började bygga stjärnmotorer under sena 1920-talet, dessa var i första hand licensbyggda Bristol-motorer. Utvecklingen av Sakae-motorn började under andra halvan av 1930-talet efter att japanska flottans luftkår begärde en ny, kraftfullare motor för användning i framtidens militära flygplan. Denna motor kom att kallas Sakae av flottan, medan armén kallade den Ha-25. Japanska armén använde typnamn för flygmotorerna, t.ex. "Ha-112" eller "Ha-25", medan flottan använde namn så som "Homare" eller "Kasei". 
Nakajima Sakae var en relativt kompakt, lätt och liten motor, konstruerad för hög prestanda i förhållande till sin slagvolym. Majoriteten av motorerna byggdes i Nakajimas fabriker, medan cirka en tredjedel byggdes av andra tillverkare. Sakae var en pålitlig och beprövad motor under större delen av sin användning. 
De europeiska krigsmakterna samt USA kom att gå upp i effekt under krigets gång till 1 500-2 000 hästkrafter, exempelvis BMW801 och Pratt & Whitney R-2800, vilket ledde till japans utveckling av större, 18-cylindriga stjärnmotorer, exempelvis Nakajima Homare. Trots detta var Sakae i produktion fram till krigsslutet 1945, främst eftersom de fortfarande efterfrågades till jaktplanen. Under de sista månaderna gjorde material- och personalbrist att de sista Sakae-motorerna inte hade samma hållbarhet eller effekt som de tidigare.
Följande flygplan utrustades med Nakajima Sakae-motorn: 
- Kawasaki Ki-45
- Kawasaki Ki-48
- Kawasaki Ki-56
- Mitsubishi A6M
- Mitsubishi C5M2
- Nakajima B5N2
- Nakajima J1N
- Nakajima Ki-43
- Nakajima Ki-115
- Tachikawa Ki-77

## Varianter
Sakae-motorn utvecklades mer eller mindre konstant under krigets gång, de sista modellerna i 30-serien var utrustade med vatten/metanol-insprutning. Nedan följer de olika serieproducerade varianterna mellan 1939 och 1945. 

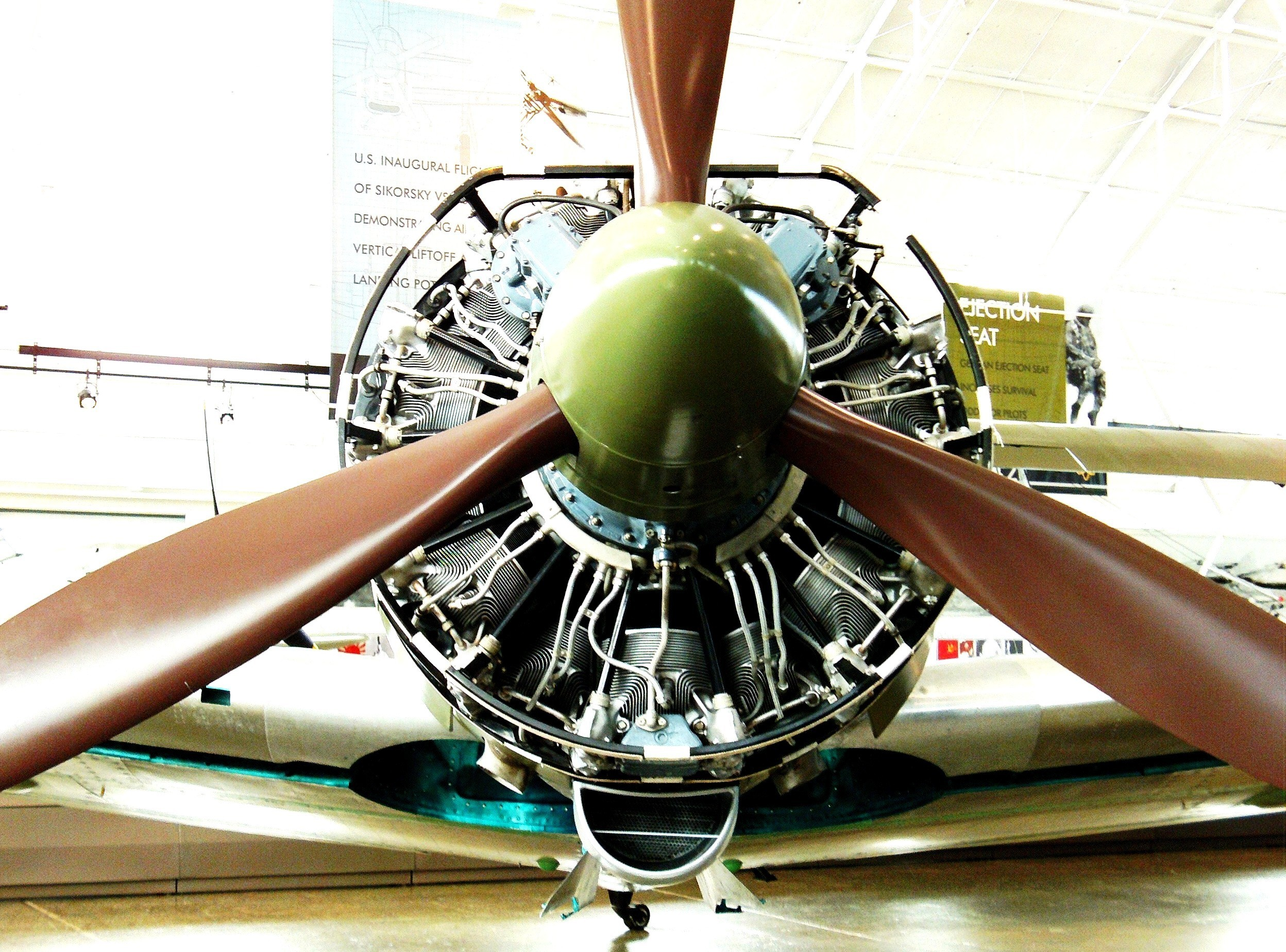
Nakajima Sakae monterad i en Mitsubishi A6M Zero

### Sakae typ 10 (栄一〇型)
Nakajima Ha-25 (ハ-25) - 990 hk (738 kW) vid 2700 v/min
Nakajima Ha 35 modell 11 (ハ35-11) - 1 000 hk (746 kW) vid 2550 v/min
Nakajima Ha 35 modell 12 (ハ35-12) - 940 hk (701 kW) vid 2550 v/min

### Sakae typ 20 (栄二〇型)
Nakajima Ha 35 modell 21 (ハ35-21) - 1 130 hk (843 kW) vid 2750 v/min
Nakajima Ha 105 (ハ105) - 1 160 hk (865 kW) vid 2800 v/min
Nakajima Ha 115 (ハ115) - 1 077 hk (803 kW) vid 2800 v/min

### Sakae typ 30 (栄三〇型)
Nakajima Ha 35 modell 31 (ハ35-31) - 1 110 hk (828 kW) vid 2800 v/min
Nakajima Ha 35 modell 31 Kō (ハ35-31甲) - 1 100 hk (820 kW) vid 2800 v/min
Nakajima Ha 35 modell 31 Otsu (ハ35-31乙) - 1 050 (783 kW) vid 2800 v/min
Nakajima Ha 35 modell 32 (ハ35-32) - 1 190 hk (887 kW) vid 2800 v/min
Idag finns endast en fullt fungerande Sakae-motor monterad i en flygduglig A6M Zero.